# TOKYO LABORATORY
NISSAN MURANO TOKYO LABORATORY（にっさん ムラーノ トウキョウ ラボラトリー）は、J-WAVEで放送されているラジオ番組。2005年10月3日から2008年3月31日まで放送されていた。NISSANの一社提供で、同社の生産車のMURANOを番組名に冠している。

## 概要
- 毎週テーマを定め、それに沿った「東京」の様々な名所を探索、紹介するプログラム。

## 放送時間
- 毎週月曜日-金曜日 21:50 - 22:00

## 出演者
- 小山薫堂 （放送作家）
- 東野みさと （ウェブデザイナー）